# Spychowo

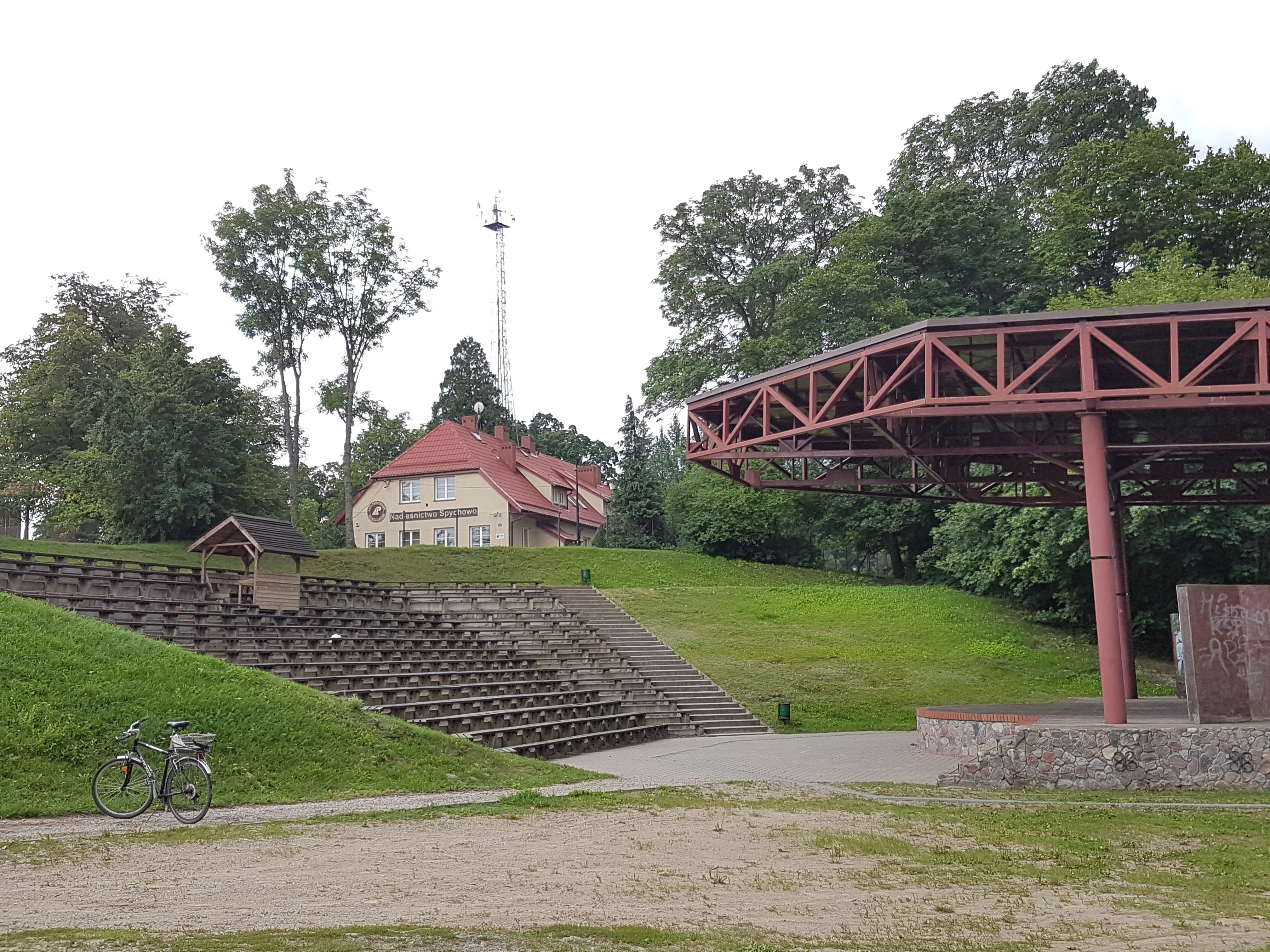
Amfiteatr i budynek Nadleśnictwa Spychowo

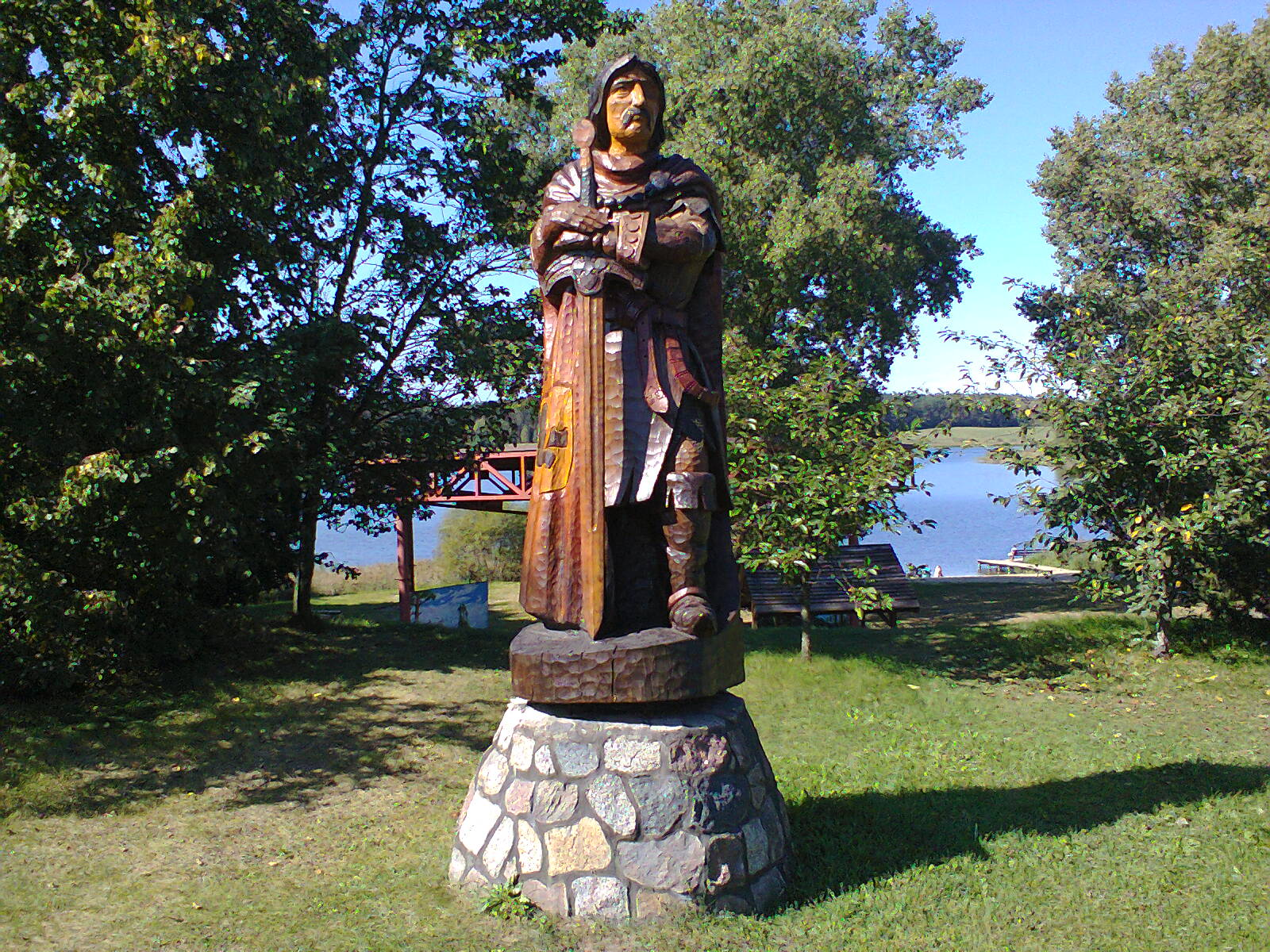
Rzeźba Juranda w Spychowie

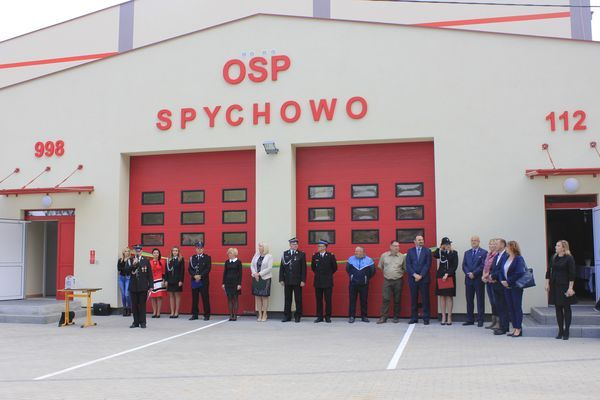
OSP Spychowo

Spychowo (niem. Puppen, 1945–1960 Pupy) – wieś w północnej Polsce, położona w województwie warmińsko-mazurskim, w powiecie szczycieńskim, w gminie Świętajno, na Mazurach, 13 km na wschód od Świętajna i ok. 29 km od Szczytna.
Spychowo jest dużą wsią, są tu m.in.: ośrodek zdrowia, poczta, szkoła, apteka, a także budynek nadleśnictwa Spychowo. W pobliżu znajdują się też inne wsie: Bystrz, Koczek, Kierwik i Połom.
Współcześnie wieś znana jest m.in. z oddolnie stworzonych społecznych patroli, których wprowadzenie pozwoliło znacznie ograniczyć przestępczość w okolicy. Inicjatywa, która znalazła naśladowców w innych miejscowościach, stała się tematem filmu Ludzie Juranda, wyreżyserowanego i wyprodukowanego przez Piotra Zarębskiego.

## Położenie

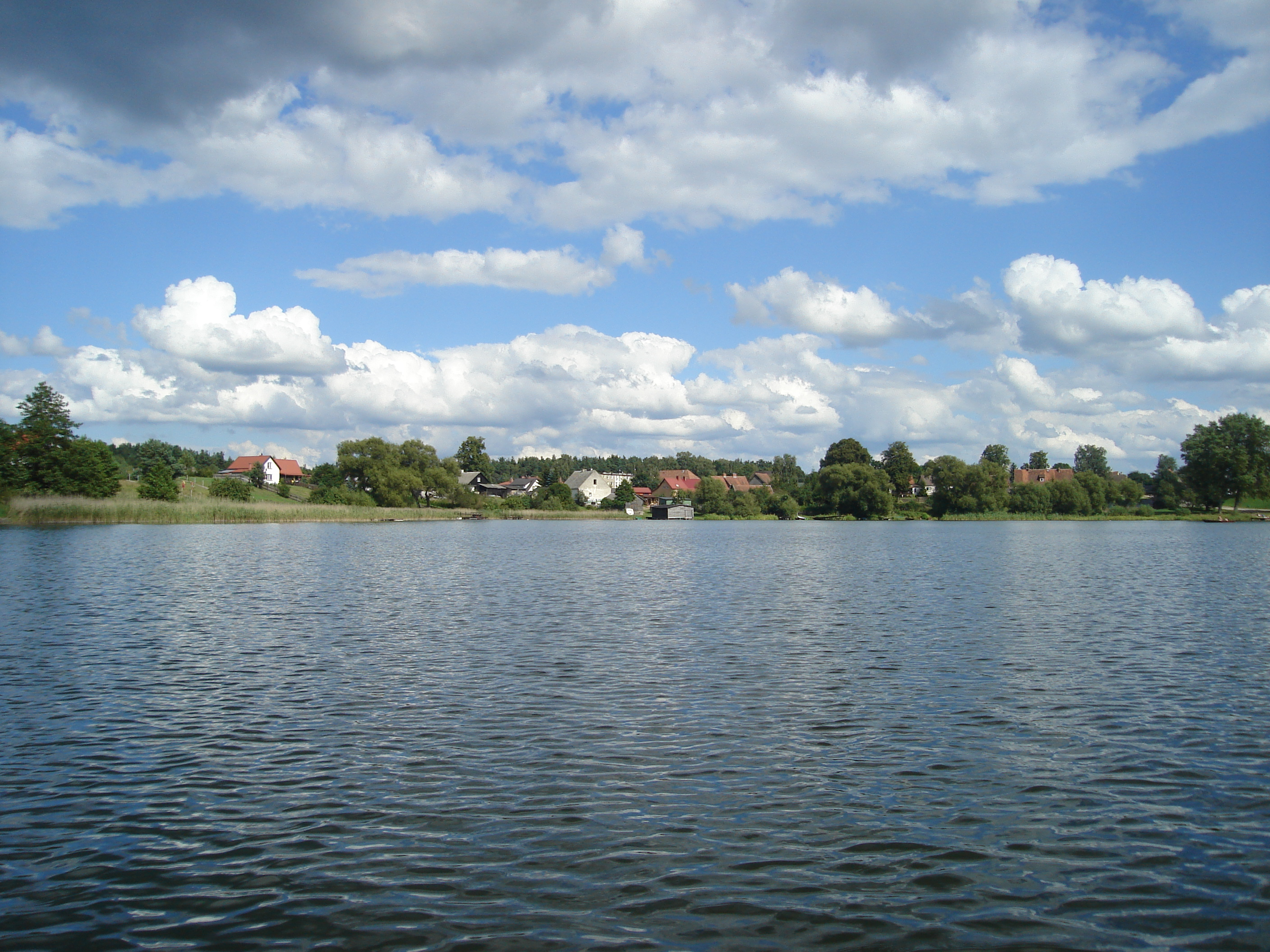
Widok z jeziora Spychowskiego na wieś Spychówko

W latach 1975–1998 miejscowość położona była w województwie olsztyńskim.
Leży pomiędzy Jeziorem Spychowskim a jeziorem Kierwik, które łączy Struga Spychowska. W pobliżu znajduje się też bardzo małe Jezioro Ciche. Miejscowość jest otoczona gęstymi lasami Puszczy Piskiej. Walory przyrodnicze wsi sprawiają, że postawiła ona na rozwój turystyki.
Przez wieś przechodzi linia kolejowa nr 219 łącząca Szczytno z Rucianem-Nidą i Ełkiem, droga krajowa nr 59 i powiatowa nr 2629.

## Toponimia
Do 1945 r. obowiązywała niemiecka nazwa Puppen, pochodząca od staropruskiego pupele, oznaczającego bób lub groch. Nazwa Puppen oznacza w języku niemieckim słowo „lalki”.
W 1946 r. zastąpiono niemiecką nazwę Puppen, spolszczając ją na Pupy.
W 1960 r. na wniosek mieszkańców zmieniono nazwę wsi na Spychowo. Z tego powodu błędne jest wiązanie tej miejscowości z literacką postacią Juranda ze Spychowa, choć pomysł przemianowania na Spychowo powstał właśnie w związku z powieścią Krzyżacy (autor nie umieścił akcji swojej powieści w istniejących miejscowościach). Notabene powieściowa miejscowość związana z Jurandem nosiła nazwę Spychów, a nie Spychowo.

## Historia
Wieś wymieniana w dokumentach już w XV w. W tym czasie istniał tu krzyżacki dwór myśliwski. W okolicach wsi istniała huta kuźnicza, smolarnie oraz dziegciarnie. W XVII wieku wieś stanowiła centrum administracyjne rewiru puszczańskiego. W II połowie XIX wieku powstał żeński klasztor filiponów, który w późniejszych latach został przeniesiony do Ekiertowa (obecnie Wojnowo). Intensywny rozwój miejscowości nastąpił po wybudowaniu w 1884 r. linii kolejowej ze Szczytna do Pisza. W Spychowie wielokrotnie przebywała pruska księżniczka Anna Hohenzollern. Na początku XX w. we wsi mieszkało ponad 1000 osób, było kilka tartaków i smolarnia. W tym czasie we wsi o charakterze turystycznym były dwa hotele (Engla i Junga), kilka pensjonatów i gospoda studencka.
23 września 1979 miejscowy kościół luterański został siłą przejęty przez katolików i odebrany ewangelikom w czasie trwania ewangelickiego nabożeństwa. Kuria olsztyńska zgodziła się zapłacić za przejęty budynek w 1981.

## Zabytki
- Kościół neogotycki z 1903 r. Dawniej ewangelicko-augsburski, obecnie katolicki. W wystroju wnętrza neogotycka ambona, zespół ławek oraz drewniane empory,
- Zegar wieżowy Korfhage und Söhne z 1903 roku na wieży kościoła pw. Matki Boskiej Nieustającej Pomocy,
- Budynek plebanii z początku XX w.,
- Dawny cmentarz ewangelicki (za wsią),
- Szkoła, zbudowana w 1931 r.

## Transport
Spychowo leży;
- przy drodze krajowej nr 59 (Rozogi – Spychowo – Piecki – Mrągowo – Ryn – Giżycko).
- na trasie linii kolejowej nr 219 (Olsztyn Główny – Ełk).

Spychowo (Pupy) było jedną z krańcowych stacji wąskotorowej Ostrołęckiej Kolei Dojazdowej, styczną z siecią normalnotorową. Odcinek kolei wąskotorowej z Pup do Rozóg zbudowali Niemcy w 1912 roku jako pierwszy odcinek tej kolei. Ruch osobowy na kolei wąskotorowej ze Spychowa zawieszono w 1960 roku, a w 1962 roku zamknięto ruch całkowicie i rozpoczęto rozbiórkę linii.

## Osoby związane z miejscowością
- Gustav Broesike – niemiecki anatom
- Paweł (Ledniew) – duchowny prawosławny, założyciel klasztoru w Spychowie
- Jurand ze Spychowa – fikcyjny rycerz, teść Zbyszka z Bogdańca
- Maciej ze Spychowa – słynny polski kronikarz